# 日本国憲法の原本

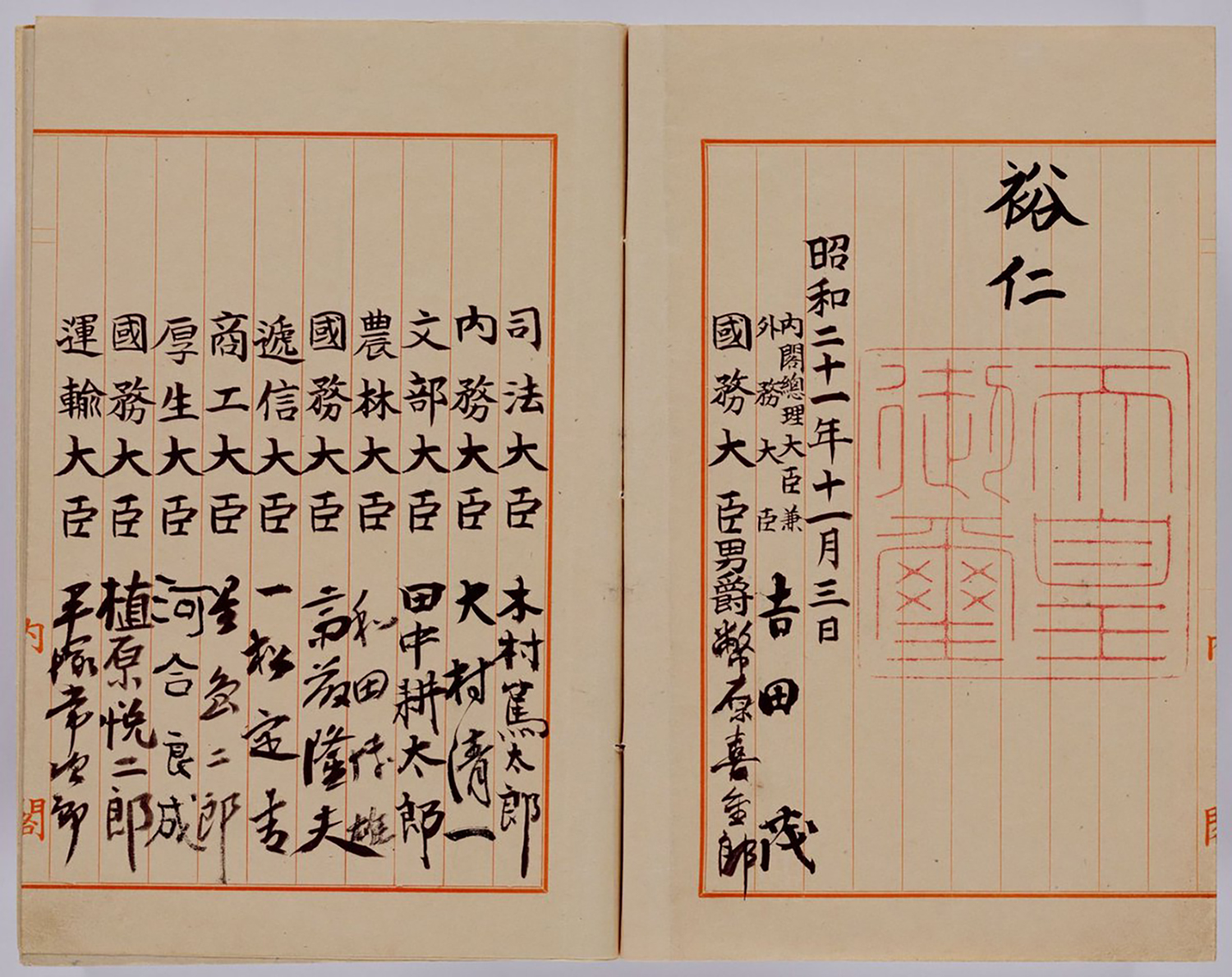
朱肉のインクが薄くなっている日本国憲法の原本。

日本国憲法の原本（にほんこくけんぽう、にっぽんこくけんぽう、のげんぽん）では、日本国憲法の原本における特徴や、大日本帝国憲法の原本との比較について記述する。

## 特徴

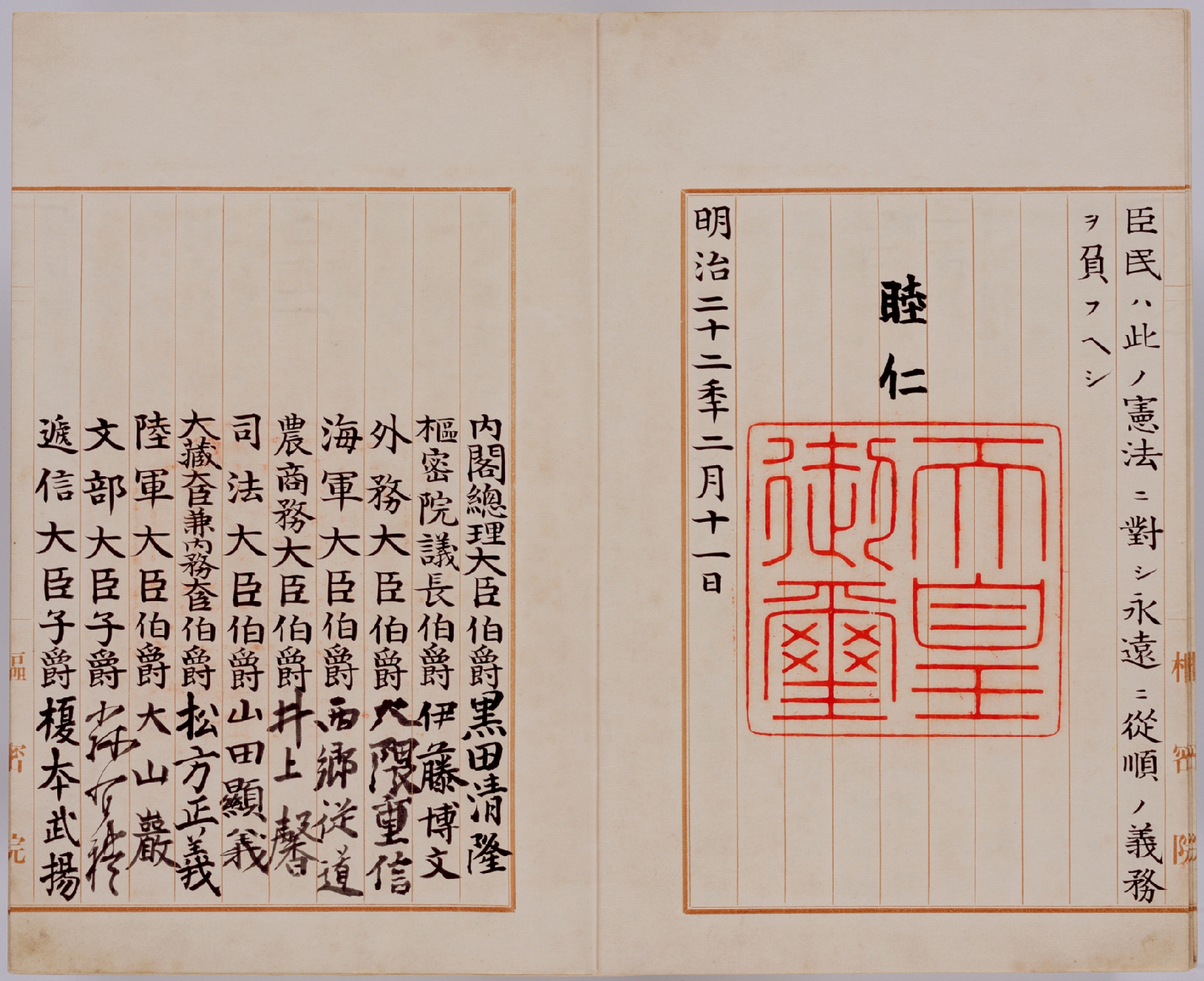
朱肉のインクが濃い大日本帝国憲法の原本。

不定期に、複製された原本のみ展示される。ただし、本物の原本は、国立国会図書館の特別展のときに展示されることがある。戦後混乱期の物資不足により、良質な紙やインクが無かったため、印鑑の朱肉の色は、より新しい現在の日本国憲法のほうが薄くなっている。

## 比較
御名御璽の印鑑は、両憲法ともに朱色が使われている。